# Oxira marginata
Oxira marginata är en fjärilsart som beskrevs av Barend J. Lempke 1964. Oxira marginata ingår i släktet Oxira och familjen nattflyn. Inga underarter finns listade i Catalogue of Life.